# Vladimir Vorožkо
Vladimir Nikolaevič Vorožkо (in russo: Владимир Николаевич Ворожко; Armavir, 14 settembre 1997) è un cosmonauta russo.
Nel 2024 è stato selezionato come cosmonauta del Gruppo 19 di Roscosmos.